# Oresa Ventures
Oresa este un fond de investiții suedez, dedicat investițiilor de capital.
Fondul activează în principal în Europa Centrală și de Est, fiind prezent în România din anul 1997.
Oresa vizează cu precădere investiții în trei mari sectoare: servicii financiare, business services și materiale de construcții, dar și FMCG, servicii medicale, distribuție, servicii B2B.
În România, printre companiile aflate în prezent în portofoliul Oresa Ventures se află Fabryo (100%), Somaco Grup Prefabricate (100%), Kiwi Finance (circa 80%), Trinity (circa 60%).
De-a lungul timpului, Oresa Ventures a investit peste 150 milioane de euro în Europa Centrală și de Est.
In 2016, Oresa Ventures a trecut printr-un proces de rebranding, in momentul de fata numindu-se Oresa (www.oresa.com). 